# Jan-Carlo Simić
Pour les articles homonymes, voir Simić.
Jan-Carlo Simić (en serbe en écriture cyrillique : Јан-Карло Симић), né le 2 mai 2005 à Nürtingen en Allemagne, est un footballeur international serbe qui joue au poste de défenseur central au RSC Anderlecht.

## Biographie

### En club
Né à Nürtingen en Allemagne de parents serbes, Jan-Carlo Simić commence le football dans son pays natal, avec le SV Hegnach. Il est ensuite formé par le SV Stuttgarter Kickers avant de poursuivre sa formation dans le club rival du VfB Stuttgart, qu'il rejoint en 2018. Démontrant des qualités physiques et son sens de l'anticipation, il se distingue notamment avec l'équipe des moins de 17 ans du club, dont il est le capitaine, avec laquelle il atteint la finale du championnat junior, perdue face aux jeunes du FC Schalke 04 lors de la saison 2021-2022.
En août 2022, Jan-Carlo Simić rejoint l'Italie afin de s'engager en faveur de l'AC Milan où il intègre dans un premier temps l'équipe des moins de 19 ans du club,.
Il joue son premier match en professionnel avec le Milan, le 17 décembre 2023, lors d'une rencontre de Serie A, la première division italienne, face à l'AC Monza. Entré en jeu, il se fait remarquer en marquant également son premier but, participant ainsi à la victoire de son équipe par trois buts à un.
Le 23 juillet 2024, Jan-Carlo Simić rejoint le club belge du RSC Anderlecht. Il signe un contrat courant jusqu'en juin 2029,. 
Il marque son premier but en ouvrant le score à la 9ème minute lors du classico contre le Standard de Liège le 6 octobre 2024, que son équipe gagnera aisément 3-0. Le 9 janvier 2025 il donne la victoire à son équipe en étant l'unique buteur de la rencontre face au K. Beerschot VA en quarts de finale de la coupe de Belgique,

### En sélection
Jan-Carlo Simić est sélectionné avec l'équipe de Serbie des moins de 17 ans. Avec cette sélection il participe au Championnat d'Europe des moins de 17 ans en 2022. Il se fait notamment remarquer durant cette compétition en marquant un but après trois minutes de jeu, en quarts de finale, contre le Danemark, contribuant au succès de son équipe (1-2 score final). Titulaire durant ce tournoi, il prend part aux cinq matchs de son équipe, qui est éliminée en demi-finale contre les Pays-Bas après une séance de tirs au but.
Il est appelé en septembre 2022 avec les moins de 18 ans. Il joue alors deux matchs avec cette sélection, ses deux seules apparitions avec les moins de 18 ans.
Jan-Carlo Simić est convoqué pour la première fois avec l'équipe nationale de Serbie en mars 2024 par le sélectionneur Dragan Stojković. Il honore sa première sélection contre l'Espagne le 5 septembre 2024. Il entre en jeu à la place de Strahinja Eraković et les deux équipes se neutralisent ce jour-là (0-0 score final).

## Palmarès

### En club
|  |  | RSC Anderlecht - Coupe de Belgique : - Finaliste : 2025 |